# Usines Deprez-Joassart

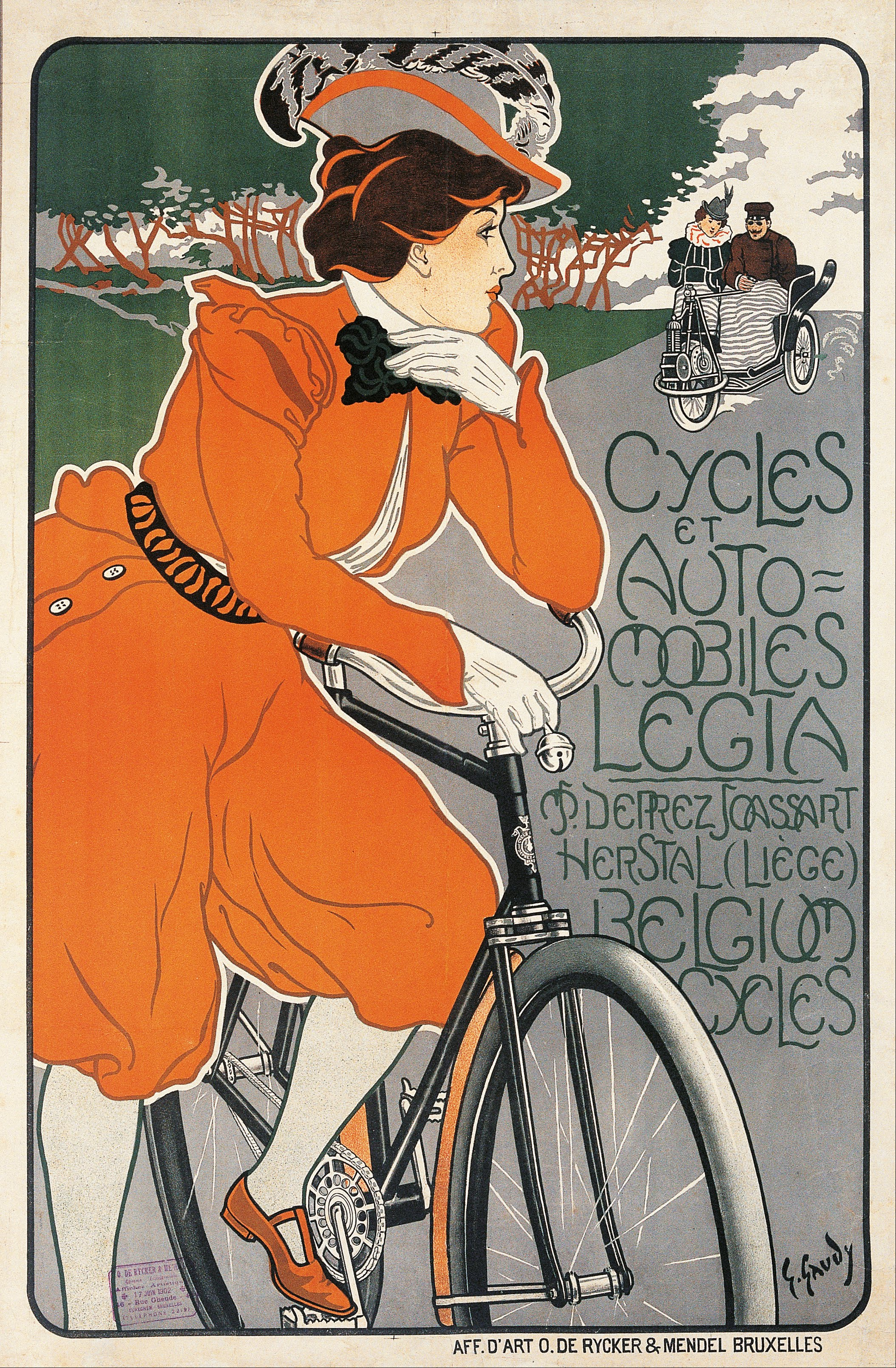
Anzeige des Unternehmens. Im Vordergrund ein Fahrrad, im Hintergrund ein Motordreirad.

Usines Deprez-Joassart war ein belgischer Fahrzeughersteller.

## Unternehmensgeschichte
Das Unternehmen hatte seinen Sitz in Herstal. In den 1890er Jahren waren 150 Mitarbeiter beschäftigt. Sie stellten Fahrräder her, die als Legia oder Légia vermarktet wurden. 1899 erfolgte der Einstieg in die Automobilindustrie. Dieudonné Sklin entwickelte ein Motordreirad. 1900 wurde dieser Wirtschaftszweig wieder aufgegeben. Es ist nicht bekannt, wann das Unternehmen aufgelöst wurde.

## Automobile
Das einzige Modell war ein Dreirad. Für den Antrieb sorgte ein Einzylindermotor, der entweder von De Dion-Bouton oder Aster kam. Der Motor war oberhalb des einzelnen Vorderrades montiert und trieb es über ein Zweiganggetriebe an. Das Gewicht des Fahrzeugs betrug 160 kg. Die Höchstgeschwindigkeit war mit 30 km/h angegeben. Der Verkaufspreis betrug 2300 Belgische Franken.